# Mallophora nigrifemorata
Mallophora nigrifemorata là một loài ruồi trong họ Asilidae. Mallophora nigrifemorata được Macquart miêu tả năm 1838.